# Lou Theisen
Ludwig Franz (Lou) Theisen (Bonnevoie, 9 augustus 1914 – Luxemburg-Stad, 2 juni 1995) was een Luxemburgs kunstschilder en tekenaar.

## Leven en werk
Louis of Lou Theisen was een zoon van spoorwegarbeider Johann (Jean) Theisen en Maria Steffen. Na de École d'artisans de l'État ging hij naar de Koninklijke Academie voor Schone Kunsten van Antwerpen en de Staatliche Meisterschule in Trier.  In 1936 trouwde hij met Maria Anna Lenertz.
Theisen schilderde aanvankelijk figuratief, later abstract. Op de Exposition Internationale des Arts et Techniques dans la Vie Moderne, de wereldtentoonstelling van 1937 in Parijs, won hij een bronzen medaille. Hij was lid van de kunstenaarsvereniging Cercle Artistique de Luxembourg, waar hij van 1938 tot 1970 deelnam aan de salons. In januari 1949 werd de salon gehouden in het Staatsmuseum, in een recensie noemt kunstcriticus Leo Lommel Theisens werken 'zonder twijfel de beste van de tentoonstelling'.
In 1968 richtte Theisen met de kunstenaars Walter Gaudnek, Arnold Daidalos Wande en Peter Mack de 'PMP movement' op, een internationale beweging rond polyformisme in de kunst. Gaudnek zei over het polyformisme: "The kaleidoscopic or polymorphic nature of a painting comes to an abrupt end when an artist considers his work finished. I do not believe that any painting can be finished. Furthermore interpretations of paintings change, depending on the personal experience of the critic or beholder; the polymorphic nature of art critism comprises an unlimited number of more or less equally valid options."
Lou Theisen overleed op 80-jarige leeftijd.

## Enkele werken
- 1969 mozaïekwand in het Centre des Capucins in Luxemburg-Stad[5]
- fresco's in de kerk van Howald

- Musée national d'archéologie, d'histoire et d'art: lkl000199